# Susanna Isern
Susanna Isern   (la Seu d'Urgell, 1978) és una escriptora i psicòloga catalana.
Llicenciada en Psicologia per la Universitat de Barcelona i especialitzada en clínica per la Universitat Complutense de Madrid, va ser terapeuta i professora universitària durant més de deu anys, fins que decidí dedicar-se només a escriure. Ha publicat un centenar de llibres en castellà de literatura infantil i juvenil que s'han traduït a més de deu llengües. El 2021 va publicar el seu primer llibre de no ficció, Mapa per educar nens feliços.